# Grupo Telefe
El Grupo Telefe (legalmente Televisión Federal S.A.) es un conglomerado argentino dedicado a la producción de contenidos audiovisuales y la operación de licencias de televisión terrestre. La empresa, creada en 1989, pertenece a Paramount Global desde noviembre de 2016.

## Historia
Televisión Federal S.A. fue creada en 1989 con el objetivo de participar en las licitaciones operar un canal de televisión en la ciudad de Buenos Aires. El 21 de septiembre de 1989, el presidente Carlos Menem (dos meses después de asumir) había decidido reprivatizar los Canales 11 y 13 de Buenos Aires. El entonces secretario de Prensa durante la presidencia Jorge Rachid denunció que el fiscal Germán Moldes le ofreció más de 1,3 millones de dólares en coimas  para que Canal 11 fuera privatizado en favor de Franco Macri y el entonces empresario Silvio Berlusconi. Además, sostuvo que el fiscal era el  operador judicial de José Luis Manzano, otro empresario de medios.
La empresa tuvo en esos momentos como principales accionistas a Televisoras Provinciales S.A. (integrada por Dicor Difusión Córdoba S.A. -Canal 8 de Córdoba-, Radiodifusora de Rosario Rader S.A. -Canal 5 de Rosario-, Neuquén TV S.A. -Canal 7 de Neuquén-, Radio Visión Jujuy S.A. -Canal 7 de San Salvador de Jujuy-, Emisora Arenales de Radiodifusión S.A. -Canal 8 de Mar del Plata-, Televisora Tucumana Color S.A. -Canal 8 de Tucumán-, Telenueva S.A. -Canal 9 de Bahía Blanca-, Cuyo Televisión S.A. -Canal 9 de Mendoza-, Compañía de Radio y Televisión del Noroeste S.A. -Canal 11 de Salta-, Televisora Santafesina S.A. -Canal 13 de Santa Fe-) en un 30% y a Editorial Atlántida (a través de Enfisur) en un 14%. Los otros accionistas de la empresa fueron Avelino Porto (rector de la Universidad de Belgrano y ex Ministro de Salud de Argentina entre 1991 y 1992), la familia Soldatti y Luis Zanón.
La licitación del Canal 11 fue ganada por la empresa Arte Radiotelevisivo Argentino (Artear), propiedad del Grupo Clarín. Sin embargo, debido a que también había obtenido la licencia de Canal 13, tenía que optar por uno de ellos y decidió quedarse con este último y por lo tanto, el 11 terminó en manos de Televisión Federal. Televisión Federal asumió las operaciones de la licencia el 15 de enero de 1990; adoptando el nombre de Telefe a partir del 5 de marzo de ese año.
El diario Ámbito Financiero cuestionó ambas operaciones, sosteniendo que se trató de actos de corrupción para beneficiar al Grupo Clarín:

¡Lamentable!… Se trata de una adjudicación directa eliminando a los tres oferentes para dejar solo a Clarín…El ala política del gobierno, encerrada entre funcionarios inescrupulosos o inhábiles, termina arrojando cada acto de privatización, que tiene el apoyo de los sectores progresistas de la comunicación, en un círculo de inmoralidades, privilegios y violaciones de la ley.
Ámbito Financiero, 26 de diciembre de 1989.

En 1992, Televisión Federal y Raconti S.A. compraron Radio Continental, siendo dicha venta aprobada por el Gobierno Nacional en 1995.
En abril de 1998, se dio a conocer que Televisoras Provinciales vendió su participación en Televisión Federal a Atlántida Comunicaciones y que 7 de las 10 empresas que lo conformaban (Compañía de Radio y Televisión S.A., Dicor Difusión Córdoba S.A., Emisora Arenales de Radiodifusión S.A., Neuquén TV S.A., Rader S.A., Telenueva S.A. y Televisora Santafesina S.A.) aceptaron la oferta presentada por AtCo para quedarse con sus respectivas licencias. (siendo la transacción de esta última completada en septiembre de ese año, pasando todos los canales adquiridos a formar parte del Grupo Telefe). Los dueños de los canales 7 de Jujuy, 8 de Tucumán y 9 de Mendoza no aceptaron la oferta de adquisición hecha por Atlántida por sus licencias.
El 30 de noviembre de 1999, Constancio Vigil, director general de Atlántida Comunicaciones, dio a conocer que el Grupo Telefónica (que tenía el 30% de la empresa) iba a comprar el 100% de las acciones de Telefe, sus 8 canales y las radios Continental y FM Hit por aproximadamente US$ 530 millones. En simultáneo, también se había dado a conocer que Telefónica iba a adquirir el 50% de Azul Televisión (que incluía a Canal 9 y sus 3 en el interior). Ambas transacciones fueron aprobadas por la Secretaría de Defensa de la Competencia y del Consumidor el 19 de abril de 2000. La compra de ambos canales por parte de Telefónica fueron completadas el 19 de mayo del mismo año.
A fines de marzo de 2000, se anunció que la matriz de Telefe, Atlántida Comunicaciones, había adquirido el Canal 8 de Tucumán.
El 28 de noviembre de 2001, el Comité Federal de Radiodifusión intimó al grupo Telefónica a qué en un plazo de 12 meses venda uno de los canales de Buenos Aires (el 9 o el 11) y de Mar del Plata (el 8 o el 10). Finalmente, el 4 de julio de 2002, Telefónica se deshizo de los canales 9 y 10 a través de la venta de su participación en Azul Televisión a la empresa HFS Media (liderado por Daniel Hadad y Fernando Sokolowicz), reteniendo los canales 8 y 11 de Telefe.
El 17 de noviembre de 2004, Telefónica anuncio la venta de las licencias de Radio Continental al Grupo Prisa por US$ 10.5 millones.
El 6 de diciembre de 2012, Telefe presentó su plan de adecuación voluntaria ante la Autoridad Federal de Servicios de Comunicación Audiovisual con el fin de adecuarse a la Ley de Servicios de Comunicación Audiovisual, donde propuso poner en venta los canales 7 de Neuquén y el 9 de Bahía Blanca. El plan fue aprobado el 16 de diciembre de 2014 (dos años después), quedando los dos canales en venta. El 29 de diciembre de 2015, mediante el Decreto 267/2015 (publicado el 4 de enero de 2016), se realizaron cambios a varios artículos de la ley (entre ellos el Artículo 45, que indicaba que el licenciatario no podría cubrir con sus medios de comunicación abiertos más del 35% de la población del país); a raíz de la eliminación del porcentaje límite de cobertura nacional, Telefe ya no tendría obligación de vender los dos canales, pudiendo mantener a los 8 canales del interior en su poder. El 2 de febrero de 2016, el Ente Nacional de Comunicaciones (sucesora de la AFSCA) decidió archivar todos los planes de adecuación (incluyendo el de Telefe); como consecuencia de esto, Telefe ya no tiene obligación de vender ninguno de sus canales de televisión.
El 3 de noviembre de 2016, se anunció que el grupo estadounidense Viacom había llegado a un acuerdo para comprar Telefe y sus canales por US$ 345 millones. La compra se concretó el 15 de noviembre. El ENACOM aprobó la transferencia de Telefe y sus licencias a Viacom el 30 de marzo de 2017.
El 13 de agosto de 2019, CBS Corporation y Viacom anunciaron que llegaron a un acuerdo para fusionar sus respectivas unidades de negocio (incluyendo al Grupo Telefe) bajo el paraguas de la primera (que pasará a llamarse ViacomCBS). La fusión fue completada el 4 de diciembre. Desde el 16 de febrero de 2022, ViacomCBS fue renombrada como Paramount Global.

## Divisiones
- Mi Telefe
- Telefe Buenos Aires
- Telefe Contenidos
- Telefe Films
- Telefe Interior
  - 3 canales de televisión
- Telefe Internacional
- Telefe Móvil
- Telefe Música
- Telefe Teatro

## Estaciones

### Canales propios
Notas:
- 1 La estación fue propiedad de Compañía de Televisión del Atlántico S.A., subsidiaria directa de Atlántida Comunicaciones,[19] entre 1998 y 2004 (año en la que la sociedad fue absorbida por Televisión Federal); sin embargo, durante ese periodo fue considerada parte del Grupo Telefe.

### Emisoras anteriores operadas
Notas:
- 1 La estación fue propiedad de Compañía de Televisión del Atlántico S.A., subsidiaria directa de Atlántida Comunicaciones,[19] entre 1998 y 2004 (año en la que la sociedad fue absorbida por Televisión Federal); sin embargo, durante ese periodo fue considerada parte del Grupo Telefe.
- 2 La estación fue propiedad de Radio Estéreo S.A., subsidiaria directa de Enfisur;[56] sin embargo, fue considerada como parte de Radio Continental.[28]
- 3 La estación fue propiedad de Compañía de Televisión del Noroeste S.A., subsidiaria directa de Atlántida Comunicaciones,[19] entre 1998 y 2004 (año en la que la sociedad fue absorbida por Televisión Federal); sin embargo, durante ese periodo fue considerada parte del Grupo Telefe.
- 4 La estación fue propiedad de Televisora Tucumana Color S.A., subsidiaria directa de Atlántida Comunicaciones,[23] entre el 2000 y 2004 (año en la que la sociedad fue absorbida por Televisión Federal); sin embargo, durante ese periodo fue considerada parte del Grupo Telefe.